# Fruta-pinha
- Commons
- Wikispecies

Annona squamosa é uma árvore ou arbusto pequeno e bem ramificado da família Annonaceae que produz frutas comestíveis chamadas de fruta-do-conde, também chamadas de pinha, ata e Saramuyo (em espanhol) Tolera um clima tropical de planície melhor do que seus parentes Annona reticulata e Annona cherimola (cujos frutos geralmente compartilham o mesmo nome), ajudando a torná-la a mais amplamente cultivada dessas espécies. Annona squamosa é uma pequena, semi-(ou tardia) decídua, arbusto muito ramificado ou pequena árvore que possui de 3 a 8 metros de altura, sendo semelhante à graviola (Annona muricata).

## Descrição
A fruta-pinha possui uma polpa doce esbranquiçada e é popular nos mercados tropicais.

### Caules e folhas
Possui ramos com casca castanha clara e cicatrizes foliares visíveis; a casca interna é amarelo clara e levemente amarga; os galhos tornam-se marrons com pontos marrons claros (lenticelas - pequenas manchas ovais e arredondadas no caule ou ramo de uma planta, das quais os tecidos subjacentes podem se projetar ou raízes podem surgir).
Folhas finas, simples e alternadas ocorrem isoladamente, tendo 5 a 17 centímetros de comprimento e 2 a 6 centímetros de largura; é arredondada na base e pontiaguda na ponta (oblongo-lanceolado). Possui cor verde pálida em ambas as superfícies e quase sem pelos ou com pelos finos na parte inferior quando jovens. Os lados às vezes são ligeiramente desiguais e as bordas das folhas são sem dentes, discretamente peludas quando jovens.
Os talos das folhas possuem 0,4 a 2,2 centímetros de comprimento, sendo verde e escassamente pubescente.

### Flores
As flores são solitárias ou dispostas em agrupamentos laterais de 2-4, com cerca de 2,5 centímetros de largura. As flores são amarelo-esverdeadas, com 2 centímetros de largura. Três pétalas externas verdes, arroxeadas na base, oblongas, com 1,6 a 2,5 centímetros de comprimento, e 0,6 a 0,75 centímetros de largura, com três pétalas internas reduzidas a escalas diminutas ou ausentes. Cada pistilo forma um tubérculo separado (pequena protuberância arredondada semelhante a uma verruga), tendo principalmente 1,3 a 1,9 centímetros de comprimento e 0,6 a 1,3 centímetros de largura.
A floração ocorre na primavera e início do verão e as flores são polinizadas por besouros nitidulídeos. Seu pólen é derramado como tétrades permanentes.

### Frutos e reprodução
Frutos agregados e macios se formam a partir dos pistilos numerosos e frouxamente unidos de uma flor que se tornam maiores e amadurecem em frutos, os quais são distintos dos de outras espécies do gênero. A fruta-do-conde pesa entre 150 e 650 gramas.
A fruta agregada, redonda ou em forma de coração, é amarela esverdeada, com 5 a 10 centímetros de diâmetro, com muitas protuberâncias redondas e coberta com uma flor pulverulenta. Os frutos são formados por carpelos frouxamente aderentes ou quase livres.
A polpa é branca tingida de amarelo, comestível e docemente aromática. Cada carpelo contém um oblongo, brilhante e liso, de cor marrom escuro a preto, com 1,3 a 1,6 centímetros de largura.

### Química
O alcaloide diterpenoide atisina é o alcaloide mais abundante na raiz. Outros constituintes da Annona squamosa incluem os alcaloides oxofoebina, reticulina, isocorydina, e metilcoridaldina, e o flavonoide quercetina-3-O-glicosídeo.
A Bayer AG patenteou o processo de extração e a identidade molecular da anonina anonácea acetogenina, bem como seu uso como biopesticida. Outras acetogeninas foram isoladas das sementes e da casca.

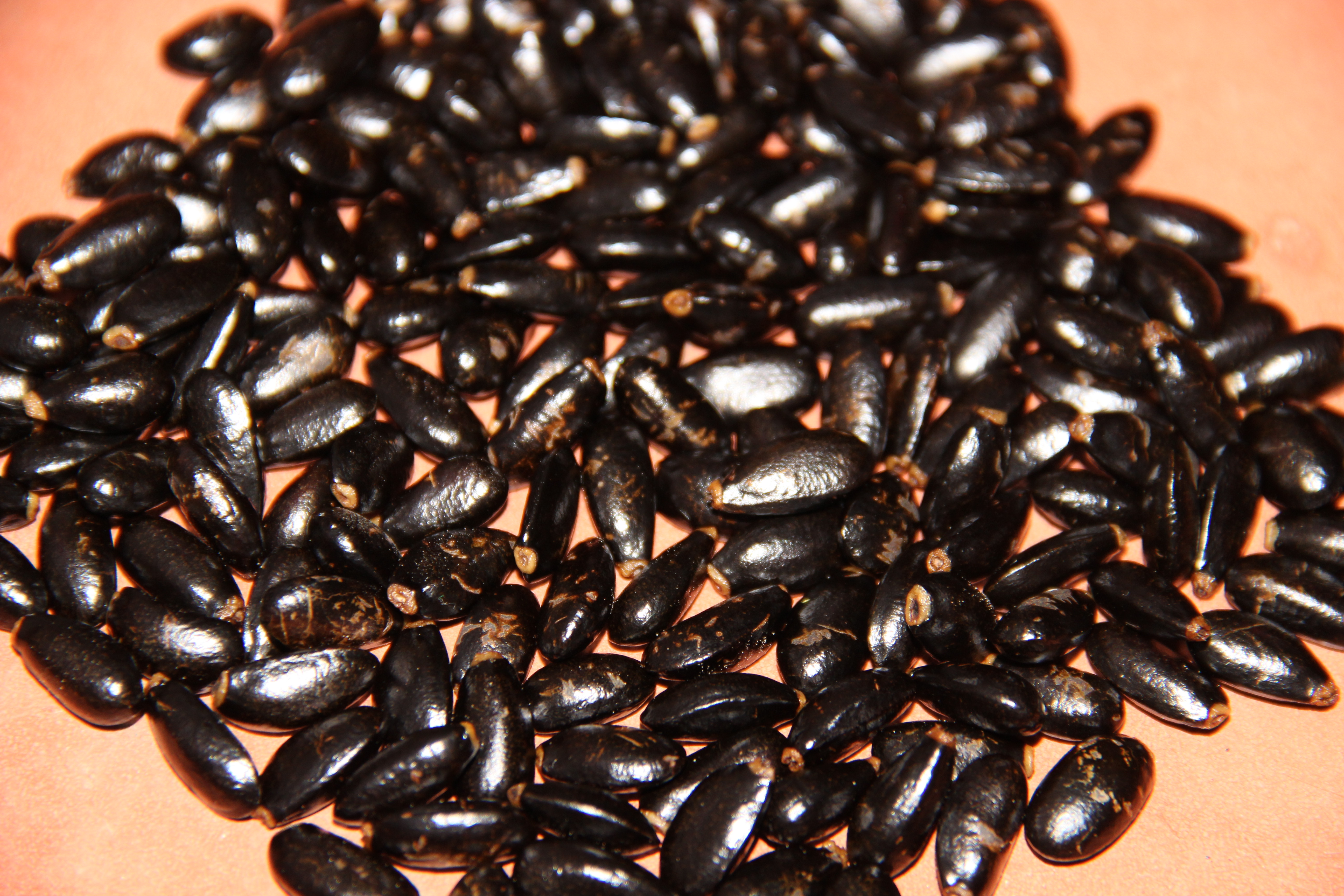
Sementes
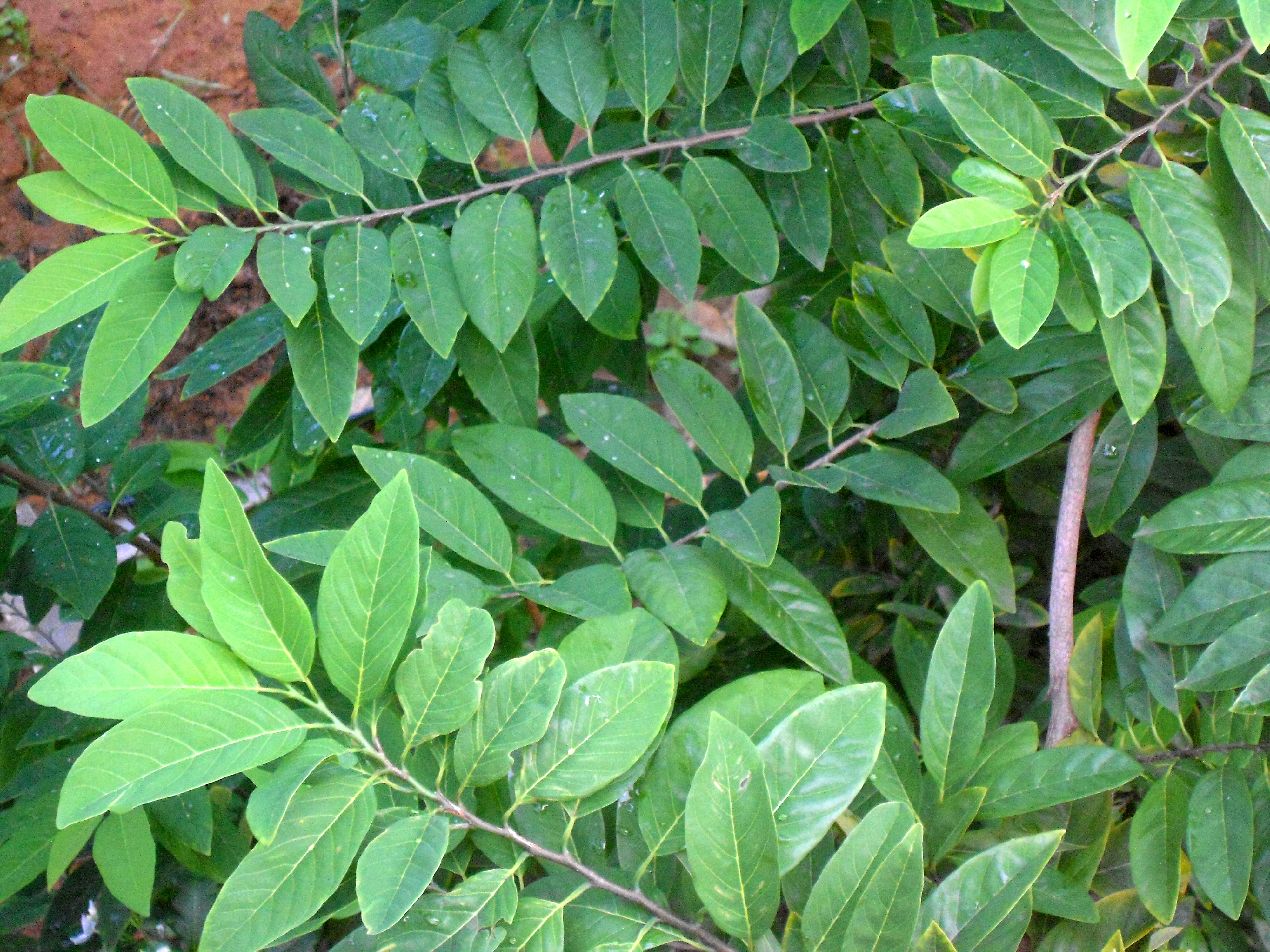
Folhas
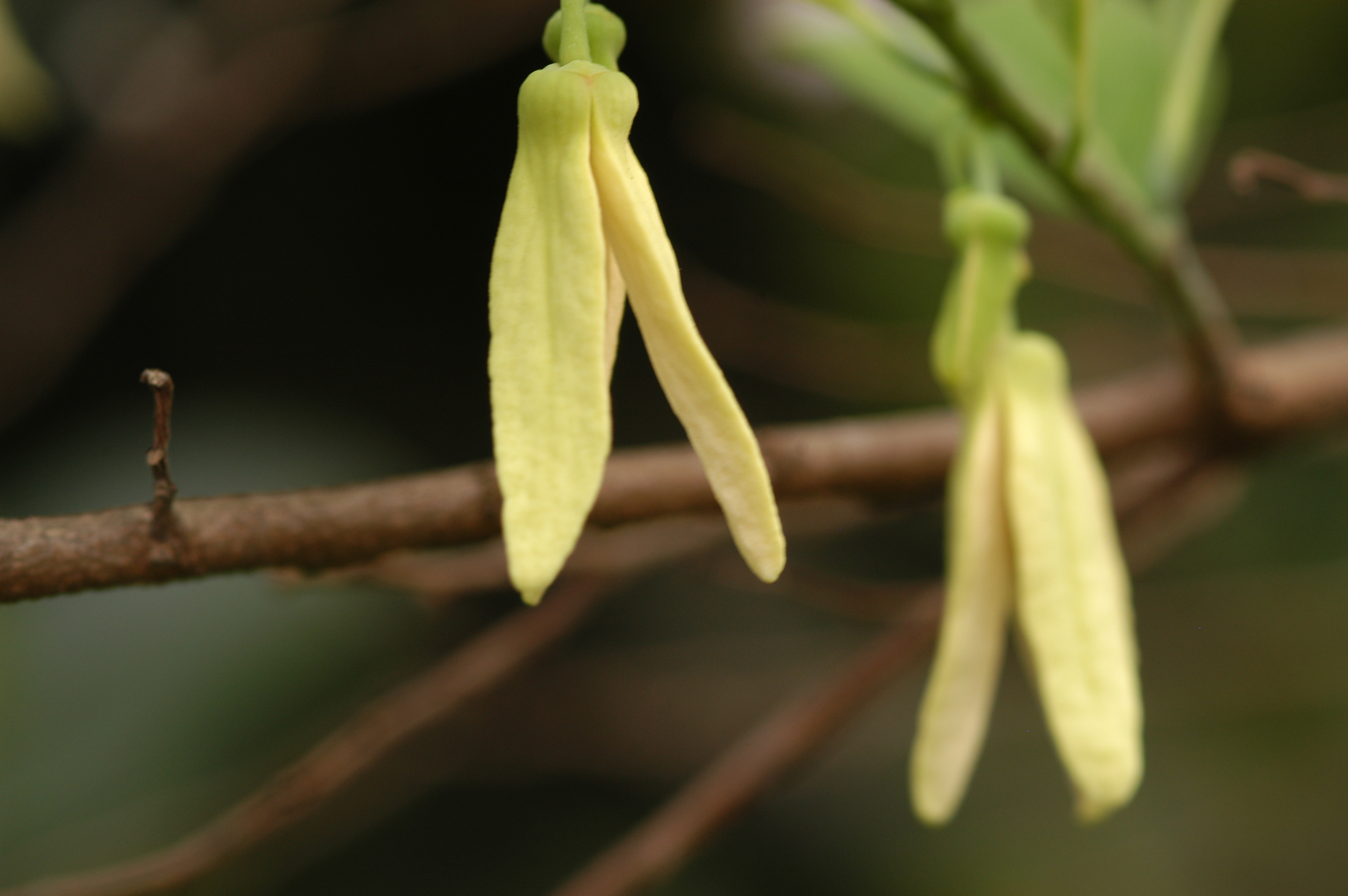
Flores
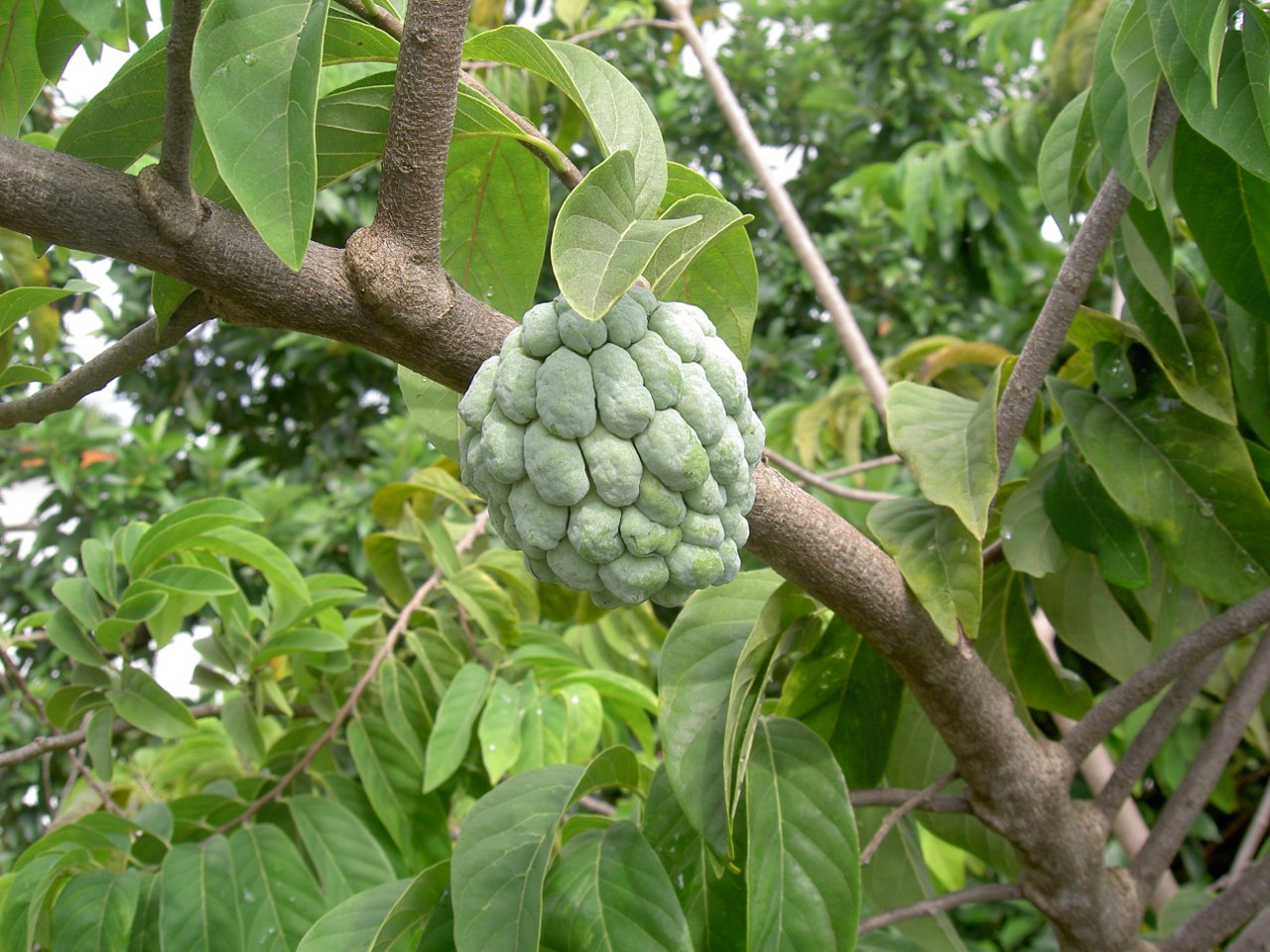
fruto

## Nomes populares
É conhecida popularmente como anona (Portugal),fruta-do-conde ou ata (Pará, Piauí, Maranhão, Ceará e Goiás), ateira, pinha (Rio Grande do Norte, Paraíba, Pernambuco, Alagoas, Sergipe, Bahia), araticum (Minas Gerais), anoneira ou fruta-pinha (Angola).
O nome "fruta-do-conde", comum no Brasil, deve-se ao fato da primeira muda da espécie ter sido introduzida em 1626, na Bahia, pelo governador Diogo Luís de Oliveira, o Conde de Miranda.

## Sinônimos
A espécie Annona squamosa possui 10 sinônimos reconhecidos atualmente.
- Annona asiatica L.
- Annona asiatica Vahl
- Annona cinerea Dunal
- Annona distincta Raeusch.
- Annona forskahlii DC.
- Annona forsskalii DC.
- Annona glabra Forssk.
- Annona squamosa Delile
- Guanabanus squamosus M. Gómez
- Xylopia glabra L.

## Distribuição e habitat
Annona squamosa é nativa das Américas tropicais e das Índias Ocidentais, mas a origem exata é desconhecida. É agora a mais amplamente cultivada de todas as espécies de Annona, sendo cultivada por seus frutos em todos os trópicos e subtrópicos mais quentes, como Indonésia, Tailândia, Taiwan e China, até o norte de Suzhou; foi introduzida no sul da Ásia antes de 1590. É naturalizada no norte, como no sul da Flórida, nos Estados Unidos, e no sul da Bahia, no Brasil, e em Bangladesh. É uma espécie invasora em algumas áreas.
Nativa
Neotrópico
Caribe: Antígua e Barbuda, Bahamas, Barbados, Cuba, Dominica, República Dominicana, Granada, Guadalupe, Haiti, Jamaica, Martinica, Montserrat, Antilhas Holandesas, Porto Rico, São Cristóvão e Nevis, Santa Lúcia, São Vicente e Granadinas, Suriname, Trinidad e Tobago, Ilhas Virgens .
América Central: El Salvador, Guatemala
Norte da América do Sul: Suriname, Guiana Francesa, Guiana, Venezuela
Oeste da América do Sul: Bolívia, Colômbia, Equador, Peru
Sul da América do Sul: Argentina, Brasil, Chile, Paraguai, Uruguai
Atualmente (naturalizada e nativa)
Neotrópico
Caribe: Antígua e Barbuda, Bahamas, Barbados, Cuba, Dominica, República Dominicana, Flórida, Granada, Guadalupe, Haiti, Jamaica, Martinica, Montserrat, Antilhas Holandesas, Porto Rico, São Cristóvão e Nevis, Santa Lúcia, São Vicente e Granadinas, Suriname, Trinidad e Tobago, Ilhas Virgens.
Pacífico: Samoa, Tonga
América do Norte: México
América Central: Belize, Costa Rica, El Salvador, Guatemala, Honduras, Nicarágua, Panamá
Norte da América do Sul: Guiana Francesa, Guiana, Venezuela
América do Sul Ocidental: Bolívia, Colômbia, Equador, Peru
Sul da América do Sul Argentina, Brasil, Chile, Paraguai, Uruguai
Afro-tropical: Angola, Sudão, Tanzânia, Uganda, Zanzibar, Quênia
Australásia : Austrália, Fiji, Nova Zelândia, Papua Nova Guiné, Ilhas Salomão
Indo-malaia: Bangladesh, Camboja, China, Índia, Indonésia, Laos, Malásia, Nepal, Paquistão, Filipinas, Sri Lanka, Tailândia, Vietnã
Paleártico: Chipre, Grécia, Líbano, Malta, Israel

## Clima e cultivo

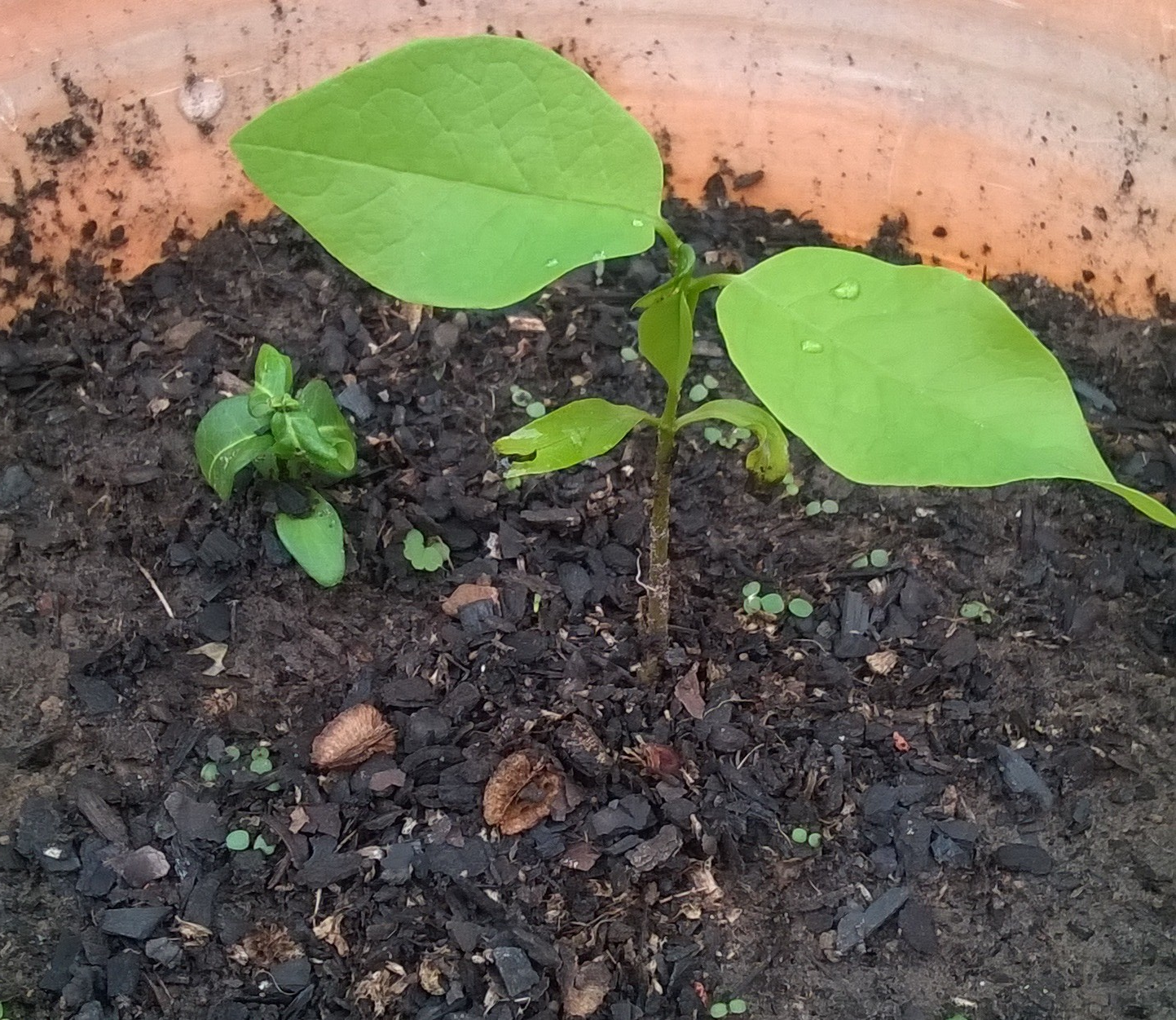
Árvore-pinho jovem

Como a maioria das espécies de Annona, requer um clima tropical ou subtropical. É sensível ao frio e à geada, sendo desfolhada abaixo de 10 °C (50 °F). É apenas moderadamente tolerante à seca.
Cresce do nível do mar até uma altitude de 2 000 metros (6 600 pé) e reage bem em climas quentes e secos, diferindo em sua tolerância às terras baixas dos trópicos de muitas outras frutíferas da família Annona.
É um portador bastante prolífico e produzirá frutos em menos de dois a três anos. Uma árvore de cinco anos pode produzir até 50 frutas-do-conde. A baixa produção de frutas foi relatada na Flórida porque há poucos polinizadores naturais (as abelhas têm dificuldade em penetrar nas flores femininas hermeticamente fechadas); no entanto, a polinização manual com uma escova de fibra natural é eficaz para aumentar o rendimento. Os polinizadores naturais incluem besouros (coleópteros) das famílias Nitidulidae, Staphylinidae, Chrysomelidae, Curculionidae e Scarabaeidae.

## Informações nutricionais
A fruta-do-conde é formada por 73,2% de água, 23,6% de hidratos de carbono e 2% de proteína. A quantidade de gordura é insignificante. Em uma porção de 100 g (3.5 oz), há 247 mg de potássio, 36 mg de vitamina C, 32 mg de fósforo, 24 mg de cálcio e 21 mg de magnésio. Neste sentido, é uma fonte rica de vitaminas, dentre elas a vitamina B1, B2, B5, A e C.

## Usos

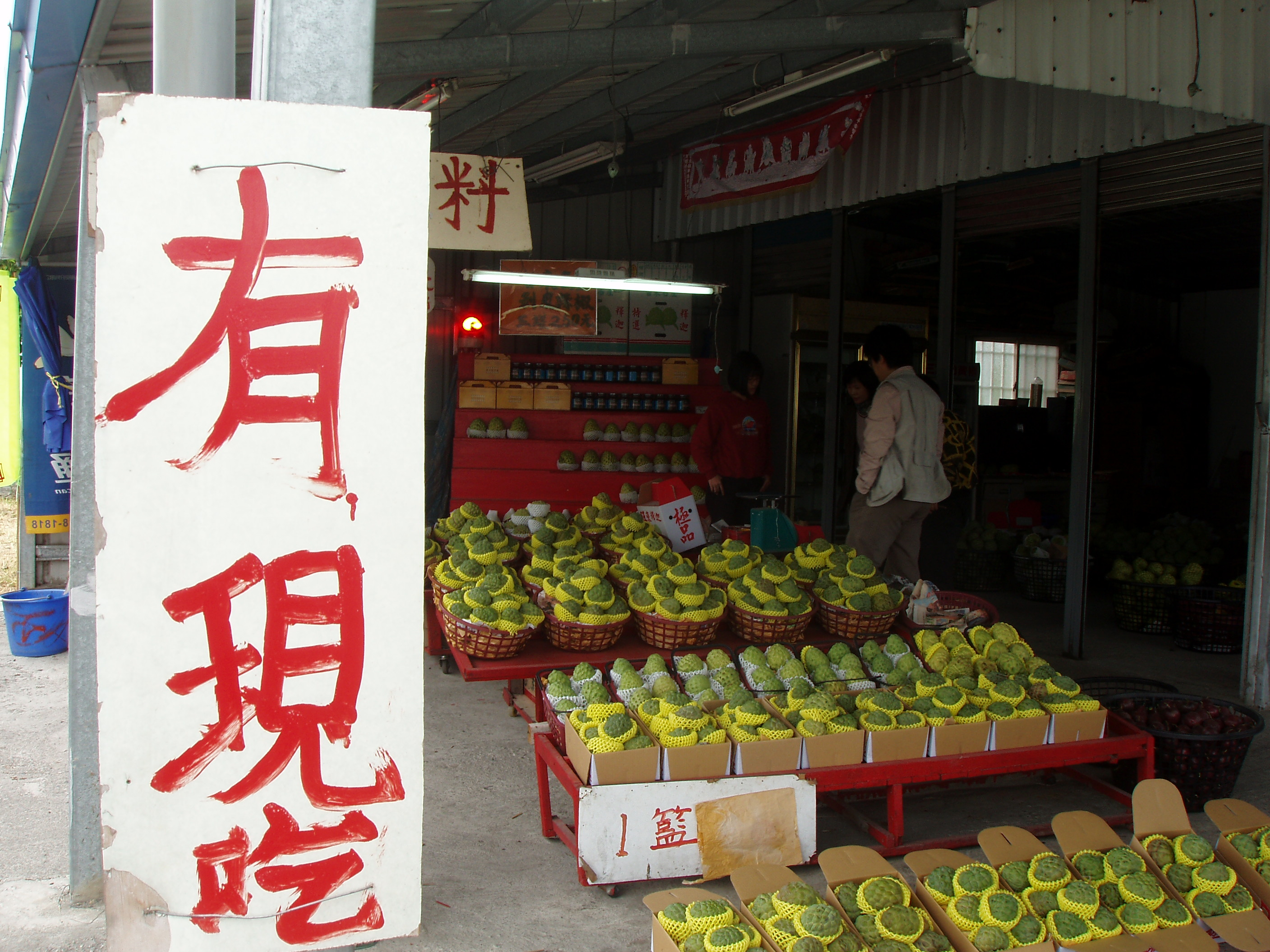
Fruta-pinha sendo vendida em Taitung, Taiwan

Suas propriedades antioxidantes e anti-inflamatórias auxiliam no combate a dores e inflamações. Tais compostos servem para a proteção das células contra danos gerados pelos radicais livres. Também atua contra contrações musculares e no controle da pressão arterial.
Nos remédios tradicionais indianos, tailandeses e nativos americanos, as folhas são fervidas com água, possivelmente misturadas com outros botânicos específicos e usadas em uma decocção para tratar disenteria e infecção do trato urinário.
Na medicina tradicional indiana, as folhas também são esmagadas para uso como cataplasma e aplicadas em feridas. No México, as folhas são esfregadas no chão e colocadas em ninhos de galinhas, para repelir os piolhos. No Haiti, a fruta é conhecida como cachiman e é utilizada para fazer suco.
No Líbano e na Síria, é transformado em uma variedade de sobremesas e doces, conhecidos como ashta.
No Brasil, as receitas que utilizam a fruta-do-conde incluem creme, mousse, pudim, suco, sorbet e chá. Uma farinha nutritiva feita a partir do bagaço da fruta-do-conde foi patenteada no país.

### Produção comercial
Esta espécie é mais cultivada nas regiões das Américas, África, Ásia e Pacífico. É frequentemente encontrada em pequenos mercados, mas não demonstra potencial para cultivo em larga escala devido ao tamanho do fruto, quebras e curto prazo de validade. É intensivamente cultivada em Taiwan.

## Cultura
No Brasil, o município Lagoa de São Francisco realiza anualmente um festival que comemora a grande produção de fruta-pinha na região.